# Sant Victor de Muròu
Saint-Victor-la-Rivière és un municipi francès situat al departament del Puèi Domat i a la regió d'Alvèrnia-Roine-Alps. L'any 2007 tenia 225 habitants.

## Demografia

### Població
El 2007 la població de fet de Saint-Victor-la-Rivière era de 225 persones. Hi havia 86 famílies de les quals 24 eren unipersonals (12 homes vivint sols i 12 dones vivint soles), 29 parelles sense fills i 33 parelles amb fills.
La població ha evolucionat segons el següent gràfic:
Habitants censats

### Habitatges
El 2007 hi havia 333 habitatges, 95 eren l'habitatge principal de la família, 220 eren segones residències i 18 estaven desocupats. 189 eren cases i 24 eren apartaments. Dels 95 habitatges principals, 75 estaven ocupats pels seus propietaris, 16 estaven llogats i ocupats pels llogaters i 3 estaven cedits a títol gratuït; 6 tenien una cambra, 9 en tenien dues, 16 en tenien tres, 27 en tenien quatre i 36 en tenien cinc o més. 65 habitatges disposaven pel capbaix d'una plaça de pàrquing. A 38 habitatges hi havia un automòbil i a 48 n'hi havia dos o més.

### Piràmide de població
La piràmide de població per edats i sexe el 2009 era:
| Homes | Edats   | Dones |
| ----- | ------- | ----- |
| 0     | 95 o +  | 0     |
| 0     | 90 a 94 | 0     |
| 4     | 85 a 89 | 4     |
| 0     | 80 a 84 | 12    |
| 4     | 75 a 79 | 4     |
| 4     | 70 a 74 | 0     |
| 12    | 65 a 69 | 0     |
| 4     | 60 a 64 | 12    |
| 8     | 55 a 59 | 16    |
| 12    | 50 a 54 | 4     |
| 4     | 45 a 49 | 8     |
| 12    | 40 a 44 | 12    |
| 4     | 35 a 39 | 4     |
| 0     | 30 a 34 | 8     |
| 12    | 25 a 29 | 8     |
| 4     | 20 a 24 | 4     |
| 0     | 15 a 19 | 4     |
| 8     | 10 a 14 | 0     |
| 0     | 5 a 9   | 4     |
| 0     | 0 a 4   | 0     |

## Economia
El 2007 la població en edat de treballar era de 144 persones, 105 eren actives i 39 eren inactives. De les 105 persones actives 101 estaven ocupades (58 homes i 43 dones) i 4 estaven aturades (3 homes i 1 dona). De les 39 persones inactives 23 estaven jubilades, 6 estaven estudiant i 10 estaven classificades com a «altres inactius».

### Ingressos
El 2009 a Saint-Victor-la-Rivière hi havia 93 unitats fiscals que integraven 215,5 persones, la mediana anual d'ingressos fiscals per persona era de 15.269 €.

### Activitats econòmiques
Dels 12 establiments que hi havia el 2007, 3 eren d'empreses de fabricació d'altres productes industrials, 1 d'una empresa de transport, 4 d'empreses d'hostatgeria i restauració, 1 d'una empresa immobiliària i 3 d'empreses de serveis.
L'únic servei als particulars que hi havia el 2009 era un restaurant.
L'any 2000 a Saint-Victor-la-Rivière hi havia 22 explotacions agrícoles que ocupaven un total de 1.330 hectàrees.

## Poblacions més properes
El següent diagrama mostra les poblacions més properes.